# گلن کلوز

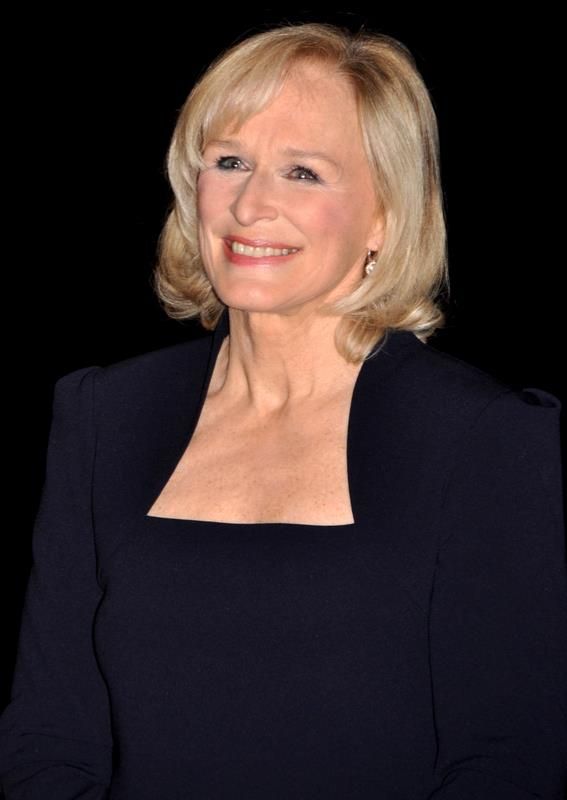

گلن کلوز (به انگلیسی: Glenn Close) (زاده ۱۹ مارس ۱۹۴۷) بازیگر اهل آمریکا است. وی با هشت بار نامزدی دریافت جایزه اسکار بدون برنده شدن، در بین بازیگران زن رکورددار است.
او در بخش دوم سریال تهران نقش مرجان منتظری را بازی کرد.

## بخشی از فیلم‌شناسی
| سال           | عنوان                                 | نقش                                         | توضیحات |
| ------------- | ------------------------------------- | ------------------------------------------- | --- |
| ۱۹۸۲          | جهان به گفته گارپ                     | Jenny Fields                                | نامزدی—جایزه اسکار بهترین بازیگر نقش مکمل زن                                                                                   |
| ۱۹۸۳          | اندوه شدید                            | سارا کوپر                                   | نامزدی—جایزه اسکار بهترین بازیگر نقش مکمل زن                                                                                   |
| ۱۹۸۴          | استعداد ذاتی                          | Iris Gaines                                 | نامزدی—جایزه اسکار بهترین بازیگر نقش مکمل زن                                                                                   |
| ۱۹۸۴          | پسر سنگی                              |                                             | |
| ۱۹۸۴          | گری‌ستوک: افسانه تارزان، ارباب گوریل‌ها | جین پارتر                                   | صدا، در عنوان بندی نیامده |
| ۱۹۸۵          | لبه‌های دندانه‌دار                      |                                             | |
| ۱۹۸۵          | مکسی                                  |                                             | |
| جذابیت مرگبار | الکساندرا فارست                       | نامزدی—جایزه اسکار بهترین بازیگر نقش اول زن | |
| روابط خطرناک  | Marquise Isabelle de Merteuil         | نامزدی—جایزه اسکار بهترین بازیگر نقش اول زن | |
| ۱۹۸۸          | گانداهار                              | Queen Ambisextra                            | صدا |
| ۱۹۸۹          | خانواده فوری                          |                                             | |
| ۱۹۹۰          | برگشتن بخت                            | Sunny von Bulow                             | |
| ۱۹۹۰          | هملت                                  | ملکه گرترود                                 | |
| ۱۹۹۱          | هوک                                   | Gutless                                     | Cameo |
| ۱۹۹۱          | ملاقات با ونوس                        |                                             | |
| ۱۹۹۳          | خانه اشباح                            |                                             | |
| ۱۹۹۴          | مقاله                                 | Alicia Clark                                | |
| ۱۹۹۶          | ماری ریلی                             | خانم فارادی                                 | |
| ۱۹۹۶          | ۱۰۱ سگ خالدار                         | کروئلا دویل                                 | |
| ۱۹۹۶          | مریخ حمله می‌کند!                      | First Lady Marsha Dale                      | |
| ۱۹۹۷          | جاده بهشت                             |                                             | |
| ۱۹۹۷          | ایر فورس وان                          | Vice President Kathryn Bennett              | |
| ۱۹۹۷          | درون و بیرون                          |                                             | |
| ۱۹۹۸          | اقبال کلوچه                           |                                             | |
| ۱۹۹۹          | تارزان                                | کالا                                        | صدا |
| ۲۰۰۰          | ۱۰۲ سگ خالدار                         | کروئلا دویل                                 | |
| ۲۰۰۰          | چیزهایی …                             |                                             | |
| ۲۰۰۱          | ایمنی اشیاء                           |                                             | |
| ۲۰۰۳          | طلاق                                  | اولویا پیس                                  | |
| ۲۰۰۳          | پینوکیو                               | پری آبی                                     | صدا |
| ۲۰۰۴          | ارتفاعات                              | دیانا لی                                    | |
| ۲۰۰۴          | همسران استپفورد                       |                                             | |
| ۲۰۰۵          | تارزان ۲                              | کالا                                        | صدا |
| ۲۰۰۵          | شادی در دوزهای کم                     |                                             | |
| ۲۰۰۵          | نه زندگی                              | مگی                                         | |
| ۲۰۰۶          | شنل قرمزی                             | مادربزرگ                                    | صدا |
| ۲۰۰۷          | غروب                                  | Mrs. Wittenborn                             | |
| ۲۰۱۱          | شنل قرمزی ۲                           | مادربزرگ                                    | صدا |
| ۲۰۱۱          | آلبرت نابز                            | آلبرت نابز                                  | نامزدی—جایزه اسکار بهترین بازیگر نقش اول زن Also producer, co-writer and author of the lyrics of the song "Lay Your Head Down" |
| ۲۰۱۴          | پایین پایین                           |                                             | |
| ۲۰۱۴          | نگهبانان کهکشان                       | Nova Prime Irani Rael                       | |
| ۲۰۱۵          | ۵ تا ۷                                | Arlene                                      | |
| ۲۰۱۵          | بیهوشی                                |                                             | |
| ۲۰۱۵          | گیلی هاپکینز بزرگ                     |                                             | |
| ۲۰۱۶          | وارکرفت                               |                                             | |
| ۲۰۱۶          | دختری با تمام موهبت‌ها                 |                                             | |
| ۲۰۱۷          | چه بر سر دوشنبه آمده؟                 |                                             | |
| ۲۰۱۷          | عروسی وایلد                           |                                             | |
| ۲۰۱۷          | همسر                                  |                                             | |
| ۲۰۱۷          | خانه شوم                              |                                             | |
| ۲۰۱۷          | پدران جایگزین                         |                                             | |
| ۲۰۲۰          | چهار روز خوب                          |                                             | |
| ۲۰۲۰          | مرثیه هیلبیلی                         |                                             | |
| ۲۰۲۱          | کروئلا                                |                                             | |
| ۲۰۲۱          | آواز قو                               |                                             | |
| ۲۰۲۳          | هارت استون                            |                                             | |
| ۲۰۲۴          | رهایی                                 |                                             | |
| ۲۰۲۴          | برادران                               |                                             | |
| ۲۰۲۴          | کتاب تابستان                          |                                             | |
| ۲۰۲۵          | بازگشت به مبارزه                      |                                             | |
| ۲۰۲۵          | مزرعه حیوانات                         |                                             | |
| ۲۰۲۵          | بیدار شو مرد مرده                     |                                             | |

| سال       | عنوان      | نقش               | توضیحات                                                                                     |
| --------- | ---------- | ----------------- | ------------------------------------------------------------------------------------------- |
| ۱۹۹۵–۲۰۱۶ | سیمپسون‌ها  | مونا سیمپسون      | ۶ اپیزود                                                                                    |
| ۲۰۰۲      | ویل و گریس | Fanny Lieber      | اپیزود: "Hocus Pocus" نامزدی—جایزه امی ساعات پربیننده بازیگر زن برجسته مهمان در یک سری کمدی |
| ۲۰۰۴      | بال غربی   | Evelyn Baker Lang | اپیزود: "The Supremes"                                                                      |
| ۲۰۲۲      | تهران      | مرجان             | ۸ اپیزود                                                                                    |